# Cadena SER
A Cadena SER (Cadeia SER), acrónimo de Sociedad Española de Radiodifusión (Sociedade Espanhola de Radiodifusão), é a cadeia de rádio mais antiga de Espanha e a que tem mais ouvintes (4 695 000 segundo o EGM, Estudio general de medios). Pertence ao grupo radiofónico Unión Radio (ou PRISA Radio) e é controlada em termos de accionistas pelo Grupo PRISA. Pode ser sintonizada através de TDT, FM e AM em todo o território espanhol e andorrense.

## História
A primeira rádio do que viria a ser a Cadeia SER foi a Rádio Barcelona, que iniciou as suas emissões a 15 de outubro de 1924, recebendo o indicativo EAJ-1 como primeira rádio autorizada em Espanha, adiantando-se à Rádio Espanha (EAJ-2), que obteve a sua licença 4 dias depois. A 19 de dezembro de 1925 é criada a Unión Radio, que inaugura a Rádio Madrid a 17 de junho do mesmo ano. As principais emissoras que se vão criando juntam-se sucessivamente à Unión Radio, que na década de 1930 era um grupo radiofónico mais importante de Espanha. Em 1940, após a Guerra Civil, a Unión Radio converteu-se na Cadena SER.
Alcançou a fama durante a ditadura, com programas de entretenimento e séries radiofónicas como "Matilde, Perico y Periquín", "Ama Rosa", "Simplemente María" ou "La Saga de los Porretas", que fazem parte da história de várias gerações de espanhóis até à aparição e generalização da televisão.
A 19 de fevereiro de 2005, a Cadena SER dispunha de 247 emissoras de sua propriedade, 93 delas obtidas pela absorção da Antena 3 Radio, mais outras 194 associadas. Estes números superam largamente as de segunda maior cadeia espanhola, a COPE, a qual é possui 161 emissoras e 38 associadas, ou as 155 próprias e 41 associadas da Onda Cero. A Cadena SER é líder de audiências entre as grandes cadeias espanholas em todas as faixas horárias segundo o Estudio General de Medios (EGM). Só a entretanto enfraquecida Antena 3 Radio tinha consigo romper essa hegemonia em 1992.
Em março de 2008 iniciou-se a emissão como canal de rádio na Televisão Digital Terreste pelo multiplexador da Sogecable (Prisa TV) no canal 67, com cobertura nacional.

## Emissoras próprias
- Radio Madrid — Madrid, 105,4 MHz FM e 810 kHz AM
- Ràdio Barcelona — Barcelona, 96,9 MHz FM e 666 kHz AM
- Radio Bilbao — Bilbau, 93,2 MHz FM e 990 kHz AM
- Radio Sevilla — Sevilha, 103,2 MHz FM e 792 kHz AM